# Dansk-Svensk Gårdshund
Der Dansk-Svensk Gårdshund (offizielle deutsche Übersetzung des VDH: Dänisch-Schwedischer Farmhund, englisch Danish-swedish Farmdog, in Deutschland häufig Dansky, selten auch Danski) ist eine von der Fédération Cynologique Internationale (FCI) endgültig anerkannte dänisch-schwedische Hunderasse (FCI-Gruppe 2, Sektion 1.1, Standard Nr. 356).

## Herkunft und Geschichtliches
Die Rasse wurde aus den seit langem bekannten kleinen Gebrauchshunden der dänischen (vorwiegend auf Seeland) und südschwedischen (Schonen) Gehöfte entwickelt. Dänische Hundefreunde hatten sich der alten Rassen angenommen und die letzten Exemplare gerettet und weitergezüchtet. Großer Wert wurde auf die Robustheit gelegt. Heute ist der Bestand gesichert. 1987 wurden die Hunde national als Rasse anerkannt. 1989 wurde der alte Bauernhund Dänemarks auf der Welthundeausstellung in Kopenhagen das erste Mal mit etwa 50 Hunden wieder öffentlich vorgestellt. Die FCI hat die Rasse am 5. Juli 2008 vorläufig anerkannt und am 29. April 2019 endgültig anerkannt.

## Beschreibung
Der Dansk-Svensk Gårdshund ist näher mit den Pinschern verwandt als mit den Terriern, was sich auch in der FCI-Einordnung niederschlägt. Sein weißes, kurzes Fell mit den farbigen Flecken oder Mantel erinnert etwas an den Foxterrier oder den Jack-Russel. Der Rassestandard beschreibt im überwiegend weißen Fell Flecken verschiedener Größe und Farbe (schwarz, loh, braun, verschiedene Beigetöne). Der Kopf ist eher pinschertypisch, mit nach vorne fallenden Klappohren. Die Schulterhöhe liegt bei 32 bis 37 Zentimetern. Er ist hoftreu und hat keine Neigung zum Streunen. Der Gårdshund wird als gesunder Hund beschrieben, robust, wachsam, leicht zu erziehen mit wenig Bewegungsdrang, braucht aber viel Zuwendung und Beschäftigung.

## Verwendung
Heute gerne als Familienhund gehalten hatte er traditionell die Aufgabe, Haus und Stall als Rattler frei von Ratten und Mäusen zu halten.
Liebevoller und leicht zu erziehender Begleiter im Alltag, der sich gut an die Bedürfnisse seiner Familie anpassen kann.